# 1475 en santé et médecine
| Années de la santé et de la médecine : 1472 - 1473 - 1474 - 1475 - 1476 - 1477 - 1478    |
| Décennies de la santé et de la médecine : 1440 - 1450 - 1460 - 1470 - 1480 - 1490 - 1500 |

Cet article présente les faits marquants de l'année 1475 en santé et médecine.

## Événements
- L'Università de Malte ordonne à la garnison du château de la mer de Birgu d'interdire l'entrée du port aux navires en provenance de Drépane, en Sicile, où sévit une épidémie qui prélude à celles qui vont faire plus de quarante mille morts dans le Nord de l'Italie entre 1477 et 1479[1].
- Venise établit un Conseil de santé composé de trois magistrats chargés de la prévention des épidémies[2].
- On commence à distinguer le sexe dans les tables de natalité et mortalité de Paris[3].
- Le premier café connu, le Kiva Han, s'ouvre à Constantinople[4].
- 1475-1481 : construction d'un bâtiment destiné à recevoir la faculté de médecine de Paris[5].

## Publications
- Konrad von Megenberg fait paraître son Livre de la nature (Das Buch der Natur), qui comprend des planches gravées sur bois, premières illustrations botaniques imprimées connues[6].
- Première édition, à Plaisance, de la Summa curationis et conservationis de Guillaume de Salicet (1210-1277)[7].

## Personnalités
- Parmi ceux qui accompagnent le roi d'Angleterre Édouard IV lors de son expédition en Normandie et en France, il faut compter le médecin Jacobus Fryle († 1488[8]), et les chirurgiens Alexander Ledell, William Hobbes († 1488), William Coke, John Denyse (fl. 1475-1487[9]), John Smith, John Stanley, Richard Brightmore, Richard Clambre, Richard Elstie, Richard Felde, Richard Smythys, Simon Coll et Thomas Colard[10].

## Naissances
- Vers 1475 : Henricus  Urbanus (mort en 1538), médecin et poète hessois, disciple de Nicolas Léonicène en Italie, professeur à Erfurt et Marbourg en Allemagne, père du naturaliste Valerius Cordus (1515-1544[11]).
- Vers 1475 : François Rasse l'ancien (mort en 1561), chirurgien d'origine belge, père de François Rasse des Neux (v. 1525-1587), installé à Paris au service des rois Henri II, François II et Charles IX[12],[13].

## Décès
- Mathieu Palmieri (né à une date inconnue), notable florentin, qui n'a été inscrit au Métier des médecins et apothicaires de sa ville que parce qu'elle exigeait de tous ceux qui voulaient y exercer une charge qu'ils appartiennent à une corporation d'arts et métiers[14],[15].